# 허형구
허형구(許亨九, 1926년 7월 18일 ~ 2011년 9월 24일)는 대한민국 제17대 검찰총장과 제38대 법무부 장관을 역임한 법조인이다. 1930년생인 배우자 허갑수와 사이에 1남 5녀가 있다.

## 생애
허형구는 본관이 김해이고, 경상남도 김해 출생이다. 1951년 부산대학교 재학 중에 제2회 고등고시 사법과에 합격해 1953년 부산지방검찰청 검사에 임용되었다. 1961년 5월 16일 군사정변 이후 혁명검찰부 검찰관으로서 부정축재 조사단 내부 부정을 수사하였다.
육군 보통군법회의 검찰부 검찰관을 했던 1963년 8월에 김동하 쿠데타 음모 사건을 담당했다. 서울지방검찰청 경제부 부장검사로 재직하던 1972년 6월 13일에 불법으로 증축공사를 하거나 가건물 등을 지은 현대건설 등 20개 업체 대표와 개인 등 37명에게 건축법 위반 등으로 입건하였다. 서울지검 차장검사로 재직하던 1974년 5월에 "박영복 부정대출 사건의 배후인물로 곧 구속될 듯이 보도하여 전 국회의원이라는 사회적 지위에 대한 명예를 훼손했다"는 이유로 중앙일보 사회부 기자 이원달에 대해 서울형사지방법원 수석부장판사에게 비밀 영장을 신청하면서 발부될 때까지 검사장 등과 현장을 지켰다.
대검찰청 차장검사로 재직할 때 조선변호사시험 제2회인 이영환 서울고등검찰청 검사장, 제3회인 이종원 대구고등검찰청 검사장, 고등고시 제1회인 서정각 광주고등검찰청 검사장 등 선배를 제치고 검찰총장에 임명된 직후 "5공화국이 발족되고 새 시대가 전개되는 마당에 검찰총장이란 막중한 책임을 맡게 된 것은 영광이며 함께 무거운 책임감을 느낀다"고 하면서 "미약하나마 최선을 다해 임무를 완수하겠다"고 말한 허형구는 "군림하는 검찰상을 개편하여 봉사하는 검찰상을 정립해 법이 권력자 강한자 부유층을 위해 있는 것이 아닌 선량한 국민 각자의 생활을 지키기 위해 있다는 것을 실감할 수 있도록 검찰권을 행사하겠다"고 다짐하면서, 취약계층 피의자 불구속 입건이나 수재민 벌과금 유예, 장기구금 없도록 경찰 지휘 등을 하면서 국민당 소속 국회의원 선거 입후보자를 구속한 3월 14일에 "금권 선거 등 선거법 위반 사항이 무거운 민정당 민한당 국민당 민권당 소속 선거운동원 4명을 입건하라"고 하면서 "선거법을 위반한 후보에 대해서는 당선이 확정된 후라도 구속수사를 원칙으로 하겠다"고 했다. 저질 연탄 사건을 파헤치다 동력자원부로부터 "검찰이 별 것 아닌 사건을 확대해 갓 출범한 정부의 공신력을 실추 시켰다"는 비판이 제기되어 취임 9개월만인 1981년 12월에 전두환 대통령에 의해 경질되었다.
허형구는 5.18 광주 민주화운동 1주년을 앞두고 "북괴는 우리 5공화국 출범과정에서 소외된 일부 불만 지식층과 학생을 자극해 반정부 혼란 사태를 획책하기 위해 녹음기를 틈타 무장간첩 남파와 함께 우리 정부의 반정부 해외동포 입국 허용방침에 편승해 우회 침투 활동이 예상된다"고 하면서 "전국 검찰은 관계당국과 협조체제를 긴밀히 하여 북괴의 각종 책동에 효율적으로 대처해 나가라"고 했다.

## 학력
- ~ 1952 고려대학교 학사
- ~ 1952 부산대학교 법학 학사

## 경력
- 1961년 대한민국 법무부 정보과장
- ~ 1963년 대한민국 법무부 인권옹호과장
- ~ 1963년 서울고등검찰청 검사
- 1964년 대한민국 법무부 검찰과장
- 1966년 서울지방검찰청 부장검사
- ~ 1972년 대전지방검찰청 차장검사
- 1972년 부산지방검찰청 차장검사
- ~ 1974년 서울지방검찰청 차장검사
- 1974년 청주지방검찰청 검사장
- 1975년 대한민국 법무부 검찰국장
- 1979년 서울지방검찰청 검사장
- 1980년 대검찰청 차장검사
- 1981년 3월 ~ 1981년 12월 제17대 대한민국의 검찰총장
- 1988년 12월 ~ 1990년 3월 제38대 대한민국의 법무부 장관
- 1995년 영등포종합법무법인 대표 변호사

## 저서
- 《검찰 실무》
- 《형사소송법》